# Австрийский олимпийский комитет
Австрийский олимпийский комитет (АОК) (нем. Österreichisches Olympisches Comité, ÖOC) — некоммерческая организация основана в 1908 году и официально признана МОК в 1912 году, которая представляет австрийских атлетов в международном олимпийском комитете.
Штаб-квартира АОК расположена в Обервальтерсдорфе.

## Президенты НОК Австрии
- Балдуин Гроллер (1908—1912)
- Отто Хершман (1912—1914)
- Рудольф Граф Коллоредо-Мансфельд (1914—1919)
- Теодор Шмидт (1929—1938)
- Йожеф Герё (1946—1954)
- Генрих Дриммель (1956—1969)
- Хайнц Прукнер (1969—1972)
- Курт Хеллер (1973—1990)
- Лео Валльнер (1990—2009)
- Карл Штосс (2009—2025)
- Horst Nussbaumer (с 2025 года)